# Pterocarya
Pterocarya, és un gènere d'arbres de les Juglandàcies < Angiospermes (Magnoliofitins) < Espermatòfits. Són, actualment, plantes natives d'Àsia però fins a mitjans del plistocè formaven part de la vegetació del nord-oest del mediterrani incloent els Països Catalans.
El nom del gènere prové del grec pteron, "ala" + karyon, "fruit".

## Descripció
Són arbres caducifolis de 10-40 m d'alçària amb fulles pinnades de 20-45 cm de llargada i amb 11–25 folíols.
Les flors són monoiques, disposades en aments.
Les llavors són nous petites de 5–10 mm de diàmetre amb dues ales de mida variable segons les espècies.

### Espècies
N'hi ha 6.
- Pterocarya fraxinifolia - Caucas i Elburz
- Pterocarya hupehensis – Xina central.
- Pterocarya macroptera – Oest i sud-est de la Xina.
- Pterocarya rhoifolia – Japó, est de la Xina (Shandong).
- Pterocarya stenoptera – per tota la Xina.
- Pterocarya tonkinensis –Sud de la Xina (Yunnan), Indo-Xina.

L'espècie similar que no té ales a les llavors sinó un anell, considerada anteriorment com Pterocarya paliurus,actualment s'ha traslladat a un nou gènere com Cyclocarya paliurus.

### Usos
Aquests arbres, grans i de creixement ràpid, es consideren ornamentals i es planten ocasionalment en parcs i grans jardins. El més comú dels plantats fora d'Àsia és P. fraxinifolia, però potser el més atractiu és P. rhoifolia. L'híbrid P. x rehderiana, un creuament entre P. fraxinifolia i P. stenoptera, és de creixement molt ràpid i se'n fan plantacions per obtenir fusta. La fusta és de gran qualitat similar a la del noguer però ni tan densa ni tan forta.

## Gèneres, nomenclatura, distribució
| Tàxons                                                                        | sinònims (i subtàxons inclosos) | nom català | Distribució (llegenda-WGSRPD) Distribució (mapes)                         | F.v.; h           |  |
| ----------------------------------------------------------------------------- | --- | --- | ------------------------------------------------------------------------- | ----------------- |  |
| → Cyclocarya paliurus (Batalin) Iljinsk.                                      | Pterocarya paliurus Batalin, Pterocarya micropaliurus Tsoong                                                                                    | ciclocària de la Xina | 36 Xina, 38 As-E,                                                         | Phan; 30 m        |  |
| Pterocarya Kunth. (< Juglandinae < Juglandeae < Juglandoideae < Juglandaceae) | 6 sp. | noguera alada [pr], pterocària [pr], cària alada | (Mapa dist.: p. 18-54)                                                    | Phan; 15-30(40) m |  |
| Pterocarya fraxinifolia (Lam. ex Poir.) Spach                                 | Juglans fraxinifolia Lam. ex Poir., Juglans pterocarpa Michx, Pterocarya caucasica C.A.Mey., Pterocarya pterocarpa (Michx.) Kunth ex I.Iljinsk. | noguera alada del Caucas [pr], noguera del Caucas [pr], pterocària del Caucas [pr], fals freixe del Caucas, pterocària, pterocària de fulla de freixe | 33 Cauc, 34 As-W, c-34 As-W, n10 Eur-N, c11 Eur-C, c14 Eur-E, cult, orn,  | Phan; 20-30(35) m |  |
| Pterocarya hupehensis Skan                                                    | Pterocarya sprengeri Pamp. | noguera alada de Hubei, pterocària de Hubei | 36 Xina,                                                                  | Phan; 20 m        |  |
| Pterocarya macroptera Batalin                                                 | | noguera alada d'ales grans, pterocària d'ales grans                                                                                                   | 36 Xina, 36 Tib,                                                          | Phan; 15-30 m     |  |
| Pterocarya rehderiana, Pterocarya ×rehderiana C.K.Schneid.                    | Pterocarya fraxinifolia × P. stenoptera | noguera alada de Rehder [pr], pterocària de Rehder [pr], pterocària híbrida                                                                           | cult, orn,                                                                | Phan; 15-30[32] m |  |
| Pterocarya rhoifolia Siebold & Zucc.                                          | Pterocarya sorbifolia Siebold & Zucc. | noguera alada del Japó, pterocària del Japó | 37 Xina, 38 As-E,                                                         | Phan; 30 m        |  |
| Pterocarya stenoptera C.DC.                                                   | Pterocarya chinensis hort. ex Lavallée, Pterocarya esquirolii H.Lév., Pterocarya japonica Dippel, Pterocarya laevigata hort. ex Lavallée        | noguera alada de la Xina [pr], pterocària de la Xina [pr], coi                                                                                        | 36 Xina, 38 As-E, c-38 As-E, 41 Indox, n12 Eur-SW (Esp), n78 EUA-SE, orn, | Phan; 15-30 m     |  |
| Pterocarya tonkinensis (Franch.) Dode                                         | Pterocarya stenoptera var. tonkinensis Franch.                                                                                                  | noguera alada de Tonquín, pterocària de Tonquín | 36 Xina, 41 Indox,                                                        | Phan; 30 m        |  |

Fonts generals de la Taula:
- Espermatòfits > #Fonts bibliogràfiques (nomenclatura, distribució, forma vital)
- Vegeu també les fonts del peu de Taula de la família Juglandaceae Juglandàcies#Gèneres, nomenclatura, distribució
Distribució (llegenda): WGSRPD = World Geographical Scheme for Recording Plant Distributions (R. K. Brummitt) - Sistema geogràfic mundial per al registre de la distribució de les plantes.
Distribució (mapes):
Kozlowski, G., Bétrisey, S. & Song, Y., 2018. Wingnuts (Pterocarya) & walnut family [Juglandaceae]. Relict trees: linking the past, present and future. Natural History Museum Fribourg (NHMF), Switzerland. [Juglandaceae: Dist.: mapes diversos, p. 18-54]
n, natz = naturalitzada, subespontània; a = adventícia; c, cult = cultivada; orn = cultivada ornamental; [... = introduïda (sense especificar);
Forma vital (F.v.); g = alçària de les gemmes persistents, Forma vital de Raunkiær.;
F.v.: Phan = Phanerophyta (faneròfits; g > 2-3 m);  Nphan = Nanophanerophyta (nanofaneròfits; 2-3 > g > 0,2-0,5 m);
Alçària (h): alçària total de l'arbre o de la planta (m)
[pr]: nom preferent;  [flos]: flor;  [amnt]: ament;  [frut]: fruit;  [semn]: llavor;  [cupl]: cúpula, involucre; [lign]: fusta
________________________________________________________